# Thaumastogarypus okahandjanus
Thaumastogarypus okahandjanus är en spindeldjursart som beskrevs av Beier 1964. Thaumastogarypus okahandjanus ingår i släktet Thaumastogarypus och familjen gammelekklokrypare. Inga underarter finns listade i Catalogue of Life.